# 等愛的城市
《等愛的城市》（英語：Welcome to the Rileys）是一部2010年英國與美國合拍的獨立電影，由傑克·史考特執導，肯·希森編劇，主演是姬絲汀·史超域、占士·簡東費尼和梅莉莎·李歐。本片在2010年辛丹斯電影節上亮相。。電影講述一對深陷喪女之痛而關係疏離的夫妻，因為邂逅一名脫衣舞孃延伸的經歷。
電影於2010年1月23日辛丹斯首映，其後發行至其他國家，電影獲得的評價褒貶不一，過於緩慢的敘事節奏與情感拿捏受到評論家批評，盡管演員的表現獲得肯定，商業表現欠佳而成為賠本作品。

## 故事概要
道格·萊利與露意絲·萊利是一對夫妻，原本與十幾歲的愛女艾蜜麗（Emily）一起生活，但自從艾蜜麗過世後，夫妻倆的關係變得疏離，其中露意絲不但因為過度悲痛性情變得淡漠，還患上了廣場恐懼症，道格則為逃避現實與當地的女服務員薇薇安發生婚外情。
某日道格意外獲知薇薇安的死訊，在前往紐奧良出差期間，他從商業活動中逃離，最終光顧了一家脫衣舞俱樂部，認識了年僅16歲的脫衣舞孃瑪洛里。為了賺取更高的收入，瑪洛里慫恿道格到私人包廂觀看她跳舞，但道格禮貌地婉拒，直到看見一些同事進入俱樂部，道格才與瑪洛里躲進私人包廂內，交談間卻被瑪洛里誤以為是警察，瑪洛里暴怒離開。之後他們又在餐館遇見，道格選擇陪她回家，還提出了一個不尋常的提議：如果瑪洛里允許他住進她破舊的家裡，他將每天付給她 100 美元，以彌補她的麻煩。瑪洛里接受道格的提議，道格於是致電給露意絲，告知自己暫時不會回家。露意絲在電話中表示她早已知道道格與薇薇安的婚外情，但在道格有意展開進一步對話之前，她掛斷了電話。
以此事為機緣，道格和瑪洛里展開了專屬於他們的非傳統家庭生活，道格對瑪洛里而言更像是一個父親的角色，不僅修繕她的住處，教她生活的常識，還指導如何管理自己的錢財。與此同時，露意絲意識到她必須盡快採取行動，才能挽救這段婚姻。由於這意味著露意絲近十年來首次冒險外出，這讓飽受廣場恐懼症的露意絲忐忑不安，經過幾次嘗試後，露意絲最終定下決心坐上她的汽車。途中，露意絲也曾遇到陌生男人搭訕，但她卻不為所動。一路朝著南方行駛，準備和道格碰面。
某天晚上，道格接獲瑪洛里打來的求救電話，原來是瑪洛里遭客戶搶劫後，遇到了麻煩，於是道格前往迎接瑪洛里返家，讓她意識到她需要在事情變得更糟之前，做出一些改變。翌日，抵達鎮上的露意絲向道格告知情況，這令道格驚訝不已，立刻動身去見她，這同時是夫妻倆相隔多年來首次擁抱彼此。露意絲跟著道格返家，在看到瑪洛里的時候，一度誤以為道格對如此年輕的女孩出手，轉身就要離開。在道格講述了瑪洛里的故事之後（瑪洛里的真名是艾莉森），露意絲最初對道格的所作所為表示不敢苟同，還對艾莉森年紀輕輕卻是滿嘴髒話甚感錯愕。然而，和道格一樣，露意絲很快就對艾莉森產生了好感，原因是她與已故的愛女艾米麗有著驚人的相似之處。
不久，露意絲也搬進了瑪洛里的家。露意絲幫助瑪洛里解決女性問題，還帶她逛街購買合適的內衣，讓她再次感覺自己像個母親，她非常享受這一點。直到露意絲試圖阻止瑪洛里繼續脫衣舞孃及賣淫工作時，兩人發生嚴重爭執，露意絲一時衝動給了瑪洛里一巴掌，而瑪洛里怒吼著要他們滾出她的房子。當晚，脫衣舞俱樂部遭警察臨檢，瑪洛里與一名客戶發生口角而被警察拘捕，道格和露意絲在接到電話後立刻趕往瑪洛里的身邊保釋她，但在路口停等紅燈時，受傷的瑪洛里卻突然開車門逃跑了。最終，道格和露意絲深刻體認到他們不能用瑪洛里作為女兒的替代品，夫妻倆至此與瑪洛里分離，返回夫妻倆位於印第安納波利斯的家。
幾天后，道格接到瑪洛里從休斯頓打來的電話。此時的瑪洛里相較以往更加乾淨整潔，身體更健康，並在登機前宣布了搬到拉斯維加斯的個人規劃。道格在電話中表示自己和露意絲將永遠陪伴著她，為瑪洛里獻上祝福。

## 演員
- 占士·簡東費尼 飾 Doug Riley
- 姬絲汀·史超域 飾 Allison/Mallory
- 梅莉莎·李歐 飾 Lois Riley
- Eisa Davis 飾 Vivian
- David Jensen 飾 Ed
- Kathy Lamkin 飾 Charlene
- Joe Chrest 飾 Jerry
- 艾莉·希迪 飾 Harriet

## 外部連結
- 互联网电影数据库（IMDb）上《Welcome to the Rileys》的资料（英文）
- 爛番茄上《Welcome to the Rileys》的資料（英文）